# Judici de valor
Un judici de valor és una valoració subjectiva, personal o imposada per un grup, que expressa la preferència o importància segons un punt de vista donat i que està realitzada a partir de creences i valors propis influenciats per l'experiència personal i l'entorn sociocultural. Prové d'una anàlisi més o menys conscient, i pot ser més o menys crític, independent o submís. El judici de valor no descriu fets, sinó actituds d'un subjecte davant persones, coses o situacions.
A la cultura occidental, fins al segle xix, els judicis de valor sovint han qualificat o classificat objectes, idees, accions, persones i altres elements en un sistema dual, com típicament veritable/fals, correcte/incorrecte, bo/dolent, bonic/lleig, útil/inútil, virtuós/viciós, sagrat/profà o desitjable/indesitjable. Max Weber va diferenciar els fets dels valors, remarcant que la raó no pot verificar la veritat del judici de valor. Una característica de l'època actual sembla que l'únic judici de valor plenament acceptat és precisament aquell que afirma que tots són erronis.
Això no vol dir que no hi hagi lloc per als judicis de valor en l'actualitat, fins i tot a les humanitats i ciències socials. En aquestes ciències s'admeten en moments molt delimitats i excepcionals, com en l'elecció de l'objecte d'estudi i en la decisió personal d'ús dels coneixements adquirits. Per exemple, els politicòlegs actuals estudien més la democràcia que altres sistemes de govern polítics a causa d'un judici de valor que la considera millor. Un exemple del segon cas podria ser un politòleg que fa un descobriment innovador que afecta les campanyes electorals i escull si el vol donar a conèixer a algun partit polític i a quin.

## El judici de valor a la pedagogia i l'educació
Avaluar un aprenent implica emetre un judici de valor sobre quin és el criteri d'avaluació. Els judicis de valor en les avaluacions es troben a la selecció de criteris que distingiran el correcte de l'incorrecte, el ben fet del mal fet o l'èxit del no-èxit; en els indicadors quantitatius i qualitatius que han de mostrar aquests criteris; i en l'establiment d'estàndards o nivells dels indicadors i dels criteris per, per comparació, determinar si són vàlids o exitosos, i si s'escau quantificar en quin grau ho són.